# Manilamærke
Et manilamærke er en lille gul seddel, der benyttes som et slags til- og framærke på pakker. Det er gult og har et lille hul i toppen til en eventuel snor. Manilamærker var meget brugte før i tiden, da posten ikke i så høj grad blev sendt elektronisk. Dengang blev mærkerne også tit anvendt som prismærker i butikkerne.
Manilamærker kaldes sådan, fordi de oprindelig blev fremstillet af manilahamp , i dag dog ofte af almindelig ubleget papirmasse. Manilamærket har lagt navn til farven "Manila", farvekode #f1d592, R241 G213 B146. Manilamærker kan dog, i dag købes i en række andre farver.